# Olympische Sommerspiele 1928/Teilnehmer (Uruguay)
| Gelbes Symbol für Goldmedaillen mit stilisierten Olympischen Ringen | Graues Symbol für Silbermedaillen mit stilisierten Olympischen Ringen | Braundes Symbol für Bronzemedaillen mit stilisierten Olympischen Ringen |
| ------------------------------------------------------------------- | --------------------------------------------------------------------- | ----------------------------------------------------------------------- |
| 1                                                                   | —                                                                     | —                                                                       |

Uruguay nahm an den Olympischen Sommerspielen 1928 in Amsterdam, Niederlande, mit einer Delegation von 22 Sportlern (allesamt Männer) teil.

## Medaillengewinner

### Gold
| Name(n) | Sportart | Wettkampf       |
| --- | -------- | --------------- |
| José Leandro Andrade, Juan P. Anselmo, Pedro Arispe, Juan Arremón, Venancio Bartibás, Fausto Batignani, René Borjas, Adhemar Canavesi, Héctor Castro, Antonio Cámpolo, José Pedro Cea, Lorenzo Fernández, Roberto Figueroa, Álvaro Gestido, Andrés Mazzali, Ángel Melogno, José Nasazzi, Juan Píriz, Pedro Petrone, Héctor Scarone, Domingo Tejera & Santos Urdinarán | Fußball  | Herrenwettkampf |

## Teilnehmer nach Sportarten

### Fußball
- Herrenteam
Gold

- Kader
José Leandro Andrade
Peregrino Anselmo
Pedro Arispe
Juan Arremón
Venancio Bartibás
Fausto Batignani
René Borjas
Antonio Cámpolo
Adhemar Canavesi
Héctor Castro
José Pedro Cea
Lorenzo Fernández
Roberto Figueroa
Álvaro Gestido
Andrés Mazzali
Ángel Melogno
José Nasazzi
Pedro Petrone
Juan Píriz
Héctor Scarone
Domingo Tejera
Santos Urdinarán
Trainer: Primo Giannotti